# Ilja Nikolajewitsch Agapow
Ilja Nikolajewitsch Agapow (russisch Илья Николаевич Агапов; * 21. Januar 2001 in Kasan) ist ein russischer Fußballspieler.

## Karriere

### Verein
Agapow begann seine Karriere bei Rubin Kasan. Im März 2019 stand er erstmals im Profikader von Rubin, für das er allerdings nie zum Einsatz kommen sollte. Im Februar 2020 wechselte er leihweise zum Zweitligisten FK Neftechimik Nischnekamsk. Bei Neftechimik debütierte er im März 2020 in der Perwenstwo FNL. Bis zum COVID-bedingten Saisonabbruch kam er zu zwei Einsätzen. In der Saison 2020/21 kam er zu 21 Zweitligaeinsätzen.
Zur Saison 2021/22 kehrte er nicht mehr nach Kasan zurück, sondern wechselte fest zu Spartak Moskau, wo er für die zweite Mannschaft eingeplant wurde. Für Spartak-2 spielte er 16 Mal in der FNL, ehe das Team nach der Saison 2021/22 aufgelöst wurde. Daraufhin schloss Agapow sich zur Saison 2022/23 dem Erstligisten FK Nischni Nowgorod an. Dort gab er im August 2022 gegen den FK Sotschi sein Debüt in der Premjer-Liga. Für Nischni Nowgorod kam er bis zur Winterpause zu 13 Einsätzen im Oberhaus.
Im Januar 2023 zog er weiter zum Ligakonkurrenten ZSKA Moskau.

### Nationalmannschaft
Agapow spielte zwischen 2018 und 2021 23 Mal für russische Jugendnationalteams. Im November 2022 stand er erstmals im Kader der A-Nationalmannschaft, kam aber nicht zum Einsatz.